# Spoorlijn Vélu-Bertincourt - Saint-Quentin
De Spoorlijn Vélu-Bertincourt - Saint-Quentin was een Franse spoorlijn van Vélu naar Saint-Quentin. De lijn was 52 km lang.

## Geschiedenis
De lijn werd aangelegd door de Compagnie du Chemin de fer de Vélu-Bertincourt à St Quentin en in gedeeltes geopend. Van Fins tot Vermand in 1879 en van Vélu tot Fins en Vermand tot Saint-Quentin in 1880. Reizigersverkeer werd opgeheven in 1955, tegelijk met het goederenvervoer tussen Vélu en Epéhy. Tussen Epéhy en Bihécourt werd de lijn gesloten in 1969, tussen Bihécourt en Rocourt in 1972 en tussen Rocourt en Saint-Quentin in 1992.

## Aansluitingen
In de volgende plaatsen was er een aansluiting op de volgende spoorlijnen:
Vélu
lijn tussen Achiet en Marcoing
Epéhy
RFN 259 000, spoorlijn tussen Saint-Just-en-Chaussée en Douai
Roisel
RFN 259 000, spoorlijn tussen Saint-Just-en-Chaussée en Douai
Francilly-Dallon
RFN 242 621 tussen Saint-Quentin en Ham
Saint-Quentin
RFN 242 000, spoorlijn tussen Creil en Jeumont
RFN 242 616, stamlijn Saint-Quentin
RFN 242 621 tussen Saint-Quentin en Ham
RFN 242 626, spoorlijn tussen Saint-Quentin en Guise

## Galerij

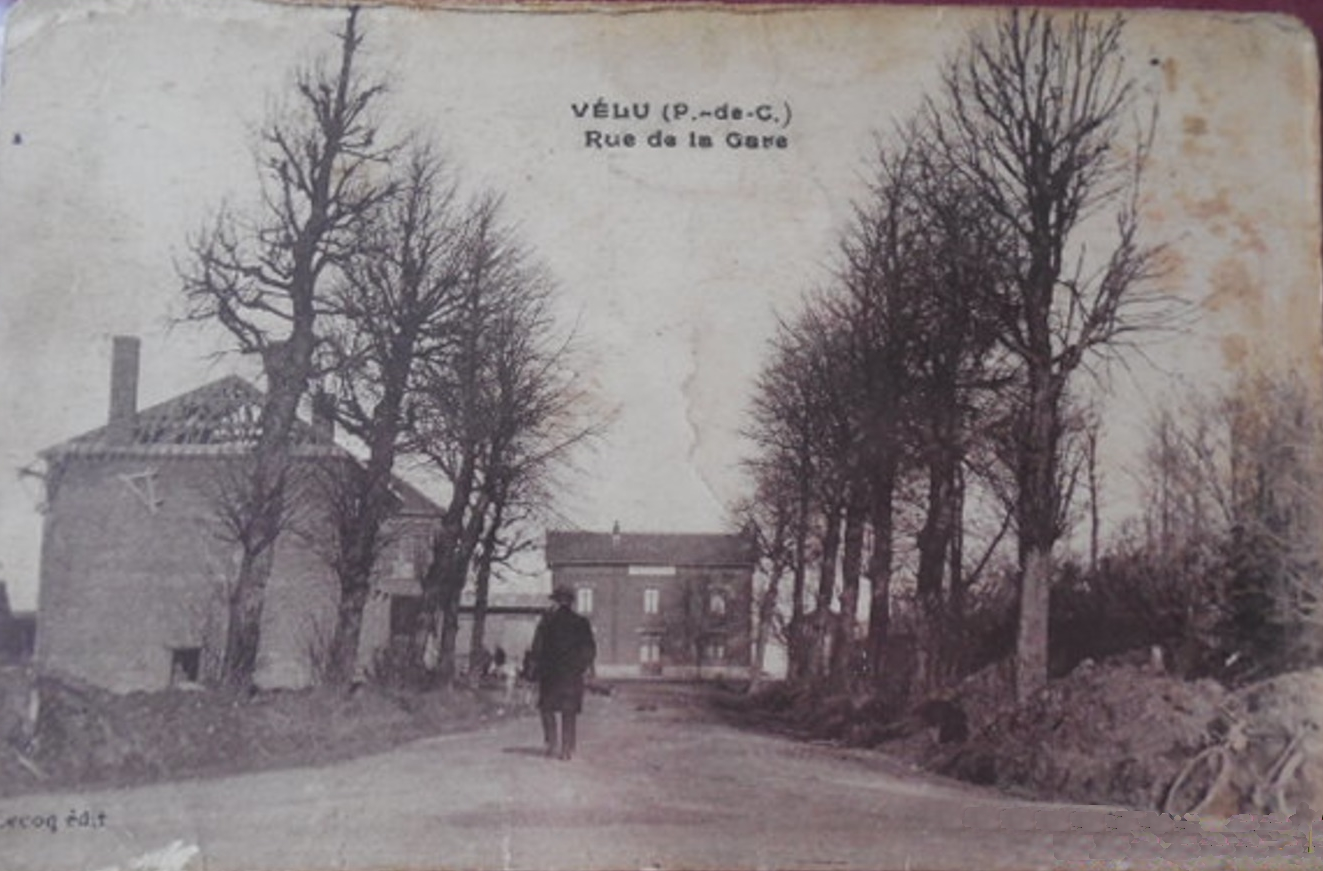
Station Vélu in 1905
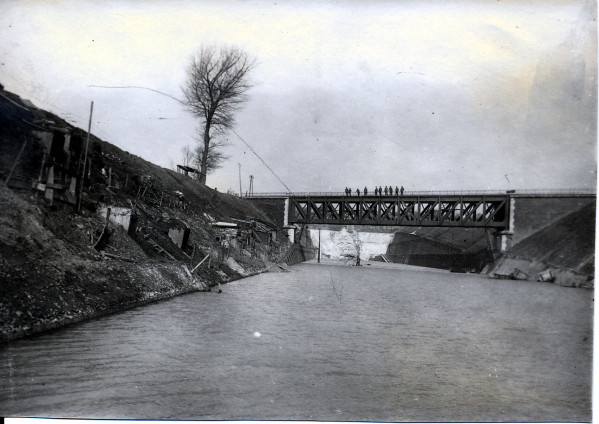
Brug over het Canal du Nord
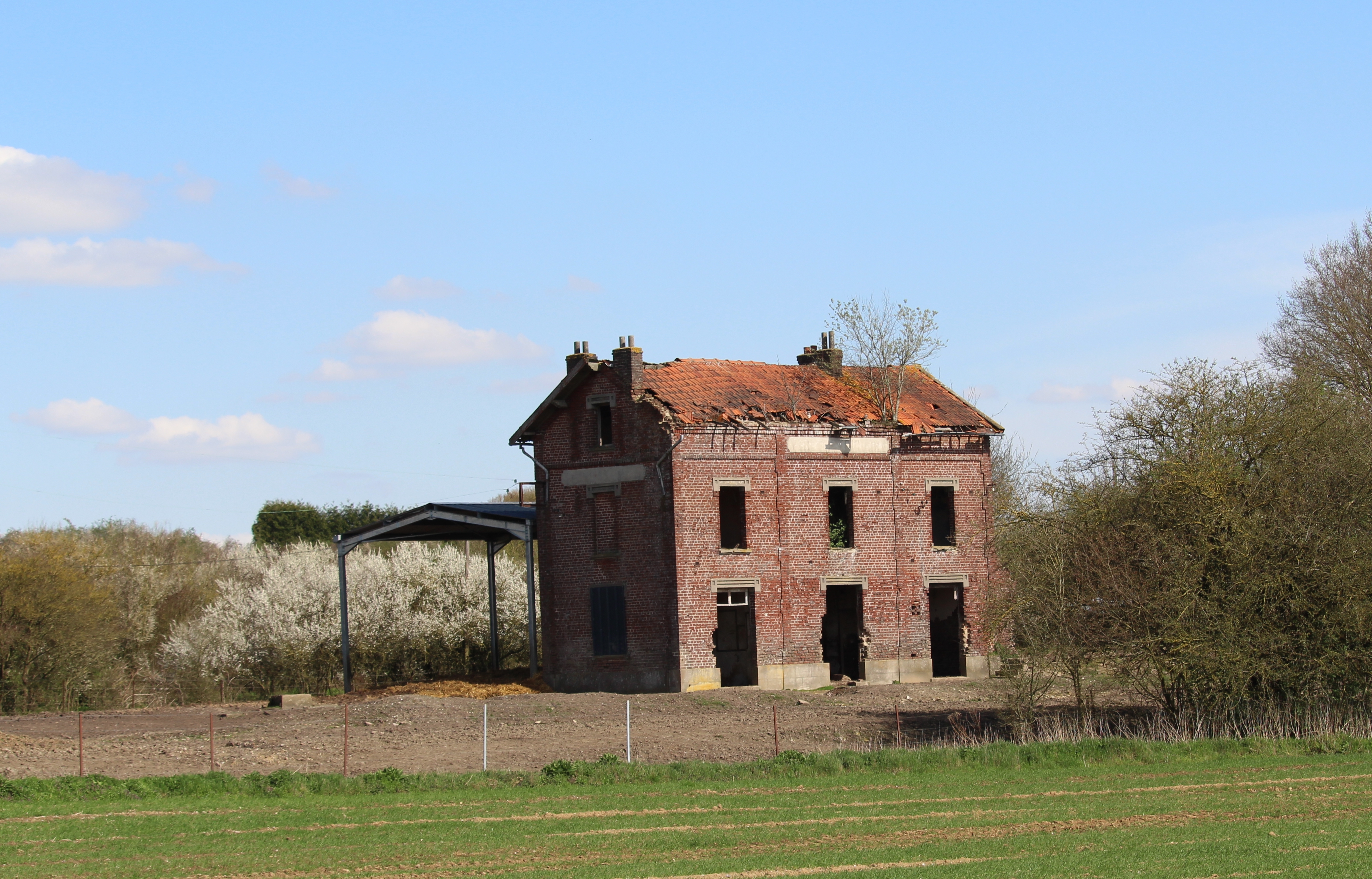
Station Etricourt-Manancourt in 2018
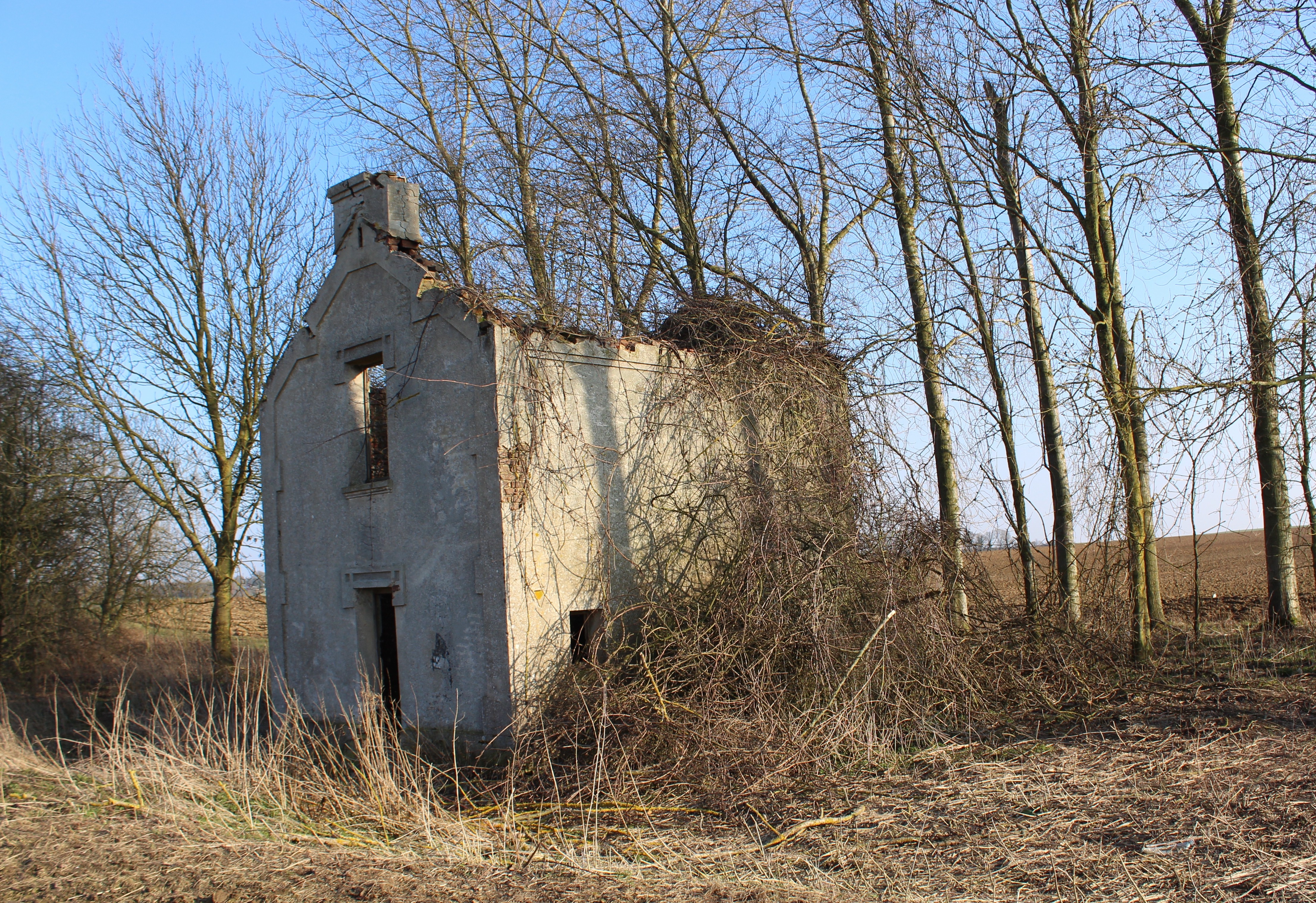
Halte Heudicourt in 2018
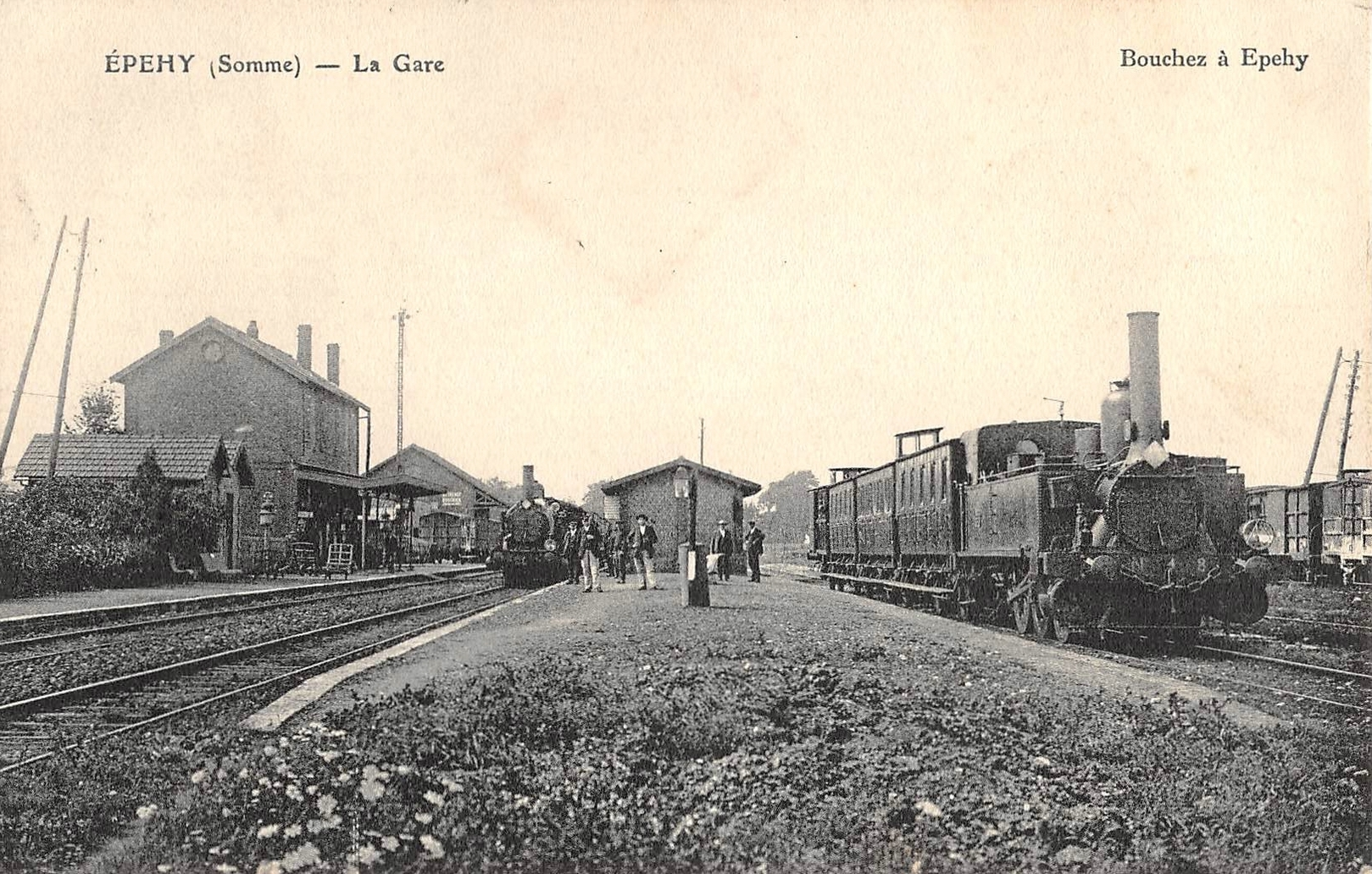
Station Epéhy in 1910